# Центр распространения культуры (Вальпараисо)
Центр распространения культуры (исп. Centro de Extensión Cultura, CENTEX) — культурный центр в чилийском городе Вальпараисо, открытый в 2005 году; управляется Министерством культуры Чили и специализируется на современном изобразительном искусстве; расположен на площади Сотомайор — в историческом центре города; проводит выставки произведений современного искусства начинающих авторов и другие художественные мероприятия.

## История и описание
Центр распространения культуры в городе Вальпараисо, более известный по своему сокращённому названию как «Centex» (или CENTEX) был создан под патронажём Министерства культуры, искусства и наследия (сегодня — Ministerio de las Culturas, las Artes y el Patrimonio; в те годы — Consejo Nacional de la Cultura y las Artes) в 2005 году — как культурное пространство открытое для самой широкой аудитории региона: предполагалось, что с помощью разнообразных художественных программ граждан удастся привлечь к участию в культурных мероприятиях. Формальная функция центра «заключается в содействии активному участию людей и общин в их собственных процессах культурного развития». В рамках реализации международных программ ЮНЕСКО, министерство выделило центру помещение внутри собственного здания, расположенного на площади Сотомайор.
Основой деятельности центра Centex стало современное изобразительное искусство — в рамках временных выставок в его стенах были представлены работы начинающих авторов. Так в декабре 2011 года художник Хуан Мануэль Астете представил свои работы в рамках персональной выставки «Marcha Blanca, en tránsito por Valpo», а с ноября 2015 по середину января 2016 года в центре прошла групповая выставка «Una trama invisible», в которой приняли участие как начинающие художники, так и известные столичные авторы — Nicolás Franco (род. 1973), Хосе Педро Годой и Кристиан Сильва (род. 1969).
Помимо выставок, CENTEX проводит семинары, организовывает концерты и спектакли, а также — презентации книг. Отдел документации (Centro de Documentación, CDOC) отвечает за составление и распространение библиографической информации из коллекции министерства культуры; в центре есть читальный зал, доступный для студентов, специалистов и художников, заинтересованных в публикациях и записях, отражающих деятельность министерства. Танцевальные мастер-классы также являются частью деятельности центра: так в августе-сентябре 2019 года в его стенах проходил мастер-класс актера и театрального режиссера Вулера Мерила по гаитянским танцам, включая стили «Rasin» и «Folklok», практикуемые на острове начиная с 1970-х годов.